# کلیسای جامع سنت ادویک
کلیسای جامع سنت ادویک یک کلیسا کاتولیک می‌باشد. عملیات ساخت و ساز در سال‌های ۱۷۷۳، ۱۸۸۷ (گنبد), ۱۹۳۲ (داخلی), به پایان رسید.